# مرلین سانتانا
مرلین سانتانا (انگلیسی: Merlin Santana؛ ۱۴ مارس ۱۹۷۶ – ۹ نوامبر ۲۰۰۲) یک هنرپیشه، و نوازنده اهل ایالات متحده آمریکا بود.